# Барановичский комбинат сенажных башен
Барановичский комбинат сенажных башен (в 2000—2016 годах — ОАО «Агропромстроймаш»; бел. Баранавіцкі камбінат сянажных вежаў) — белорусское предприятие по производству металлоконструкций, располагавшееся в городе Барановичи Брестской области. Ликвидировано в 2016 году.

## История
Комбинат был создан в 1972 году и специализировался на выпуске сенажных башен и прочих хранилищ башенного типа для сельского хозяйства. Комбинат входил в состав объединения «Белсельхозтехника» Совета Министров БССР, в 1986 году перешёл в подчинение Государственного агропромышленного комитета БССР, в 1990 году — Государственного комитета БССР по сельскому хозяйству и продовольствию, в 1991 году — Министерства сельского хозяйства и продовольствия БССР. Находился в составе концерна «Белагромаш». В 2000 году завод преобразован в республиканское унитарное предприятие, в 2005 году — в открытое акционерное общество «Агропромстроймаш». В связи с падением спроса на сенажные башни завод освоил производство крупногабаритных металлоконструкций — башен мобильной связи, металлических опор ЛЭП и других изделий. В 2011 году завод выставлялся на продажу. В 2012 году предприятие вошло в холдинг «Бобруйскагромаш». В 2016 году предприятие было ликвидировано. Корпуса завода неоднократно выставлялись на торги.